# Walter Prati
Walter Prati (Milano, 1956) è un compositore e performer italiano.

## Biografia
Nasce a Milano nel 1956. Studia composizione con Irlando Danieli al Conservatorio Giuseppe Verdi di Milano e nello stesso si diploma in Musica Elettronica nei primi anni ‘80. 
Con Carlo Capriata studia contrabbasso alla Civica Scuola di Musica di Milano.
Frequenta i corsi di informatica musicale al Centro di Sonologia Computazionale di Padova tenuti da Alvise Vidolin.
Divide la sua attività tra composizione e performance con l’utilizzo di live electronics, collaborando con diversi compositori italiani tra i quali: Ivan Fedele, Sandro Gorli, Alessandro Melchiorre, Ludovico Einaudi. 
Dalla fine degli anni ‘70 collabora con Giancarlo Schiaffini sia in progetti compositi sia in performance di improvvisazione. 
Con Evan Parker inizia dal 1987 un'attività stabile, che porterà Parker ad affermare:
“A relatively new field of interest for Parker is improvising with live electronics, a dialogue he first documented on the 1990 Hall of Mirrors CD with Walter Prati. Later experiments with electronics in the context of larger ensembles have included the Synergetics - Phonomanie III project at Ullrichsberg in 1993 and concerts by the new EP2 (Evan Parker Electronic Project) in Berlin, Nancy and at the 1995 Stockholm Electronic Music Festival where Parker's regular trio improvised with real-time electronics processed by Prati, Marco Vecchi and Phillip Wachsmann. "Each of the acoustic instrumentalists has an electronic 'shadow' who tracks him and feeds a modified version of his output back to the real-time flow of the music."
Musicista ad ampio spettro, instaura collaborazioni con musicisti quali Robert Wyatt e Thurston Moore (Sonic Youth).
È docente di Composizione musicale elettroacustica presso il Conservatorio di Como.

## Discografia
- Hall of Mirrors (MM&T) Parker - Prati
- Hall of Mirrors + Pulse (Auditorium) Parker - Prati
- The Promise (Materiali Sonori) Moore - Parker - Prati
- Opus/Three Incredible ideas (Auditorium) Moore - Prati - Schiaffini
- Postcards from Italy (Stampa alternativa) Wyatt - Prati
- Monster (Auditorium) Prati - Schiaffini
- Giacinto Scelsi/Perché le foglie son suoni (Auditorium) Schiavone, Prati, Schiaffini
- Celebration (Auditorium) Guy - Homburgher - Prati
- Toward the Margin (ECM) Electroacoustic Ensemble
- Draw Inward (ECM) Electroacoustic Ensemble
- Memory / Vision (ECM)  Electroacoustic Ensemble
- The eleventh hour (ECM) Electroacoustic Ensemble
- The Moment’ s energy (ECM) Electroacoustic Ensemble
- Hasselt (psi records) Electroacoustic Ensemble
- Set (psi records) Electroacoustic Ensemble
- Synergetics - Phonomanie III (Leo Records) Parker, Kim, Lewis, Lipere, Mariani, Namchylak, Prati, Vecchi, Yoshizawa
- Close your eyes Open your Mind (Dodicilune) Armaroli - Prati
- Exercise d’Improvisation (Dodicilune) Luc Ferrari / Armaroli, Geemo, Prati, Schiaffini
- Io ho un sogno / Musica Presente (Fonit Cetra) Composizione
- Le Forme elettroacustiche / Il Ricordo (Limen) Composizione
- Duo - Giochi #1, #2, #3, #4, #5 (Duo) Composizioni
- Prove, esorcismi / Parole (Auditorium) Composizione
- Lumen 3 (Auditorium) Composizione
- Il Trombone / Riflessi in trasformazione (RCA) Composizione
- Musica Macchina Magia / L’isola in un’oasi (Il Laboratorio) Composizione
- Musica per la Resistenza / L’utopia e il paradosso (Limen) Composizione
- Musica macchine e Magia / Acqua di Immensa Muraglia (IMI) Composizione
- Clarinetti / Con (Pentaphon) Composizione
- Esecutore di musiche di Stockhausen
- Music from Fur Kommende Zeiten (SiltaClassic), Mariotti-Prati-Morcone-Dini
- Gaze through the stars / Tierkreis intuitive music (Da Vinci publishing) Belgiojoso - Prati

## Composizioni
- “Acqua di Immensa muraglia” per pianoforte ed elettronica dal vivo Ed Carish
- “Io ho un sogno” per ensemble, percussioni concertante ed elettronica dal vivo (Ricordi)
- “Con” per clarinetto basso e supporto digitale ed. Pentaphon
- “Riflessi in trasformazione” per trombone ed elettronica dal vivo ed. RCA